# Laternaria astroalba
Laternaria astroalba är en insektsart som först beskrevs av William Lucas Distant 1918.  Laternaria astroalba ingår i släktet Laternaria och familjen lyktstritar. Inga underarter finns listade i Catalogue of Life.